# Crucifixion entre les saints Jérôme et Christophe
Pour les articles homonymes, voir crucifixion (homonymie).
La Crucifixion entre les saints Jérôme et Christophe est une peinture à l'huile sur toile (59 × 40 cm) du maître de la Renaissance italienne Pinturicchio, datant de 1475 environ et conservée dans la Galerie Borghèse à Rome. 
C'est l'une des premières peintures attribuables au peintre, après certaines tablettes des Histoires de Saint Bernardin (1473). 

## Description
L'œuvre montre la Crucifixion sur fond de vallée fluviale, accordant une attention particulière aux détails, même les plus éloignés, démontrant l'influence de la peinture flamande. Sur la gauche, saint Jérôme est pénitent, avec l'inévitable lion apprivoisé, le chapeau de cardinal jeté au sol et la pierre lui frappant la poitrine en signe de pénitence. À droite, figurent saint Christophe et l'Enfant Jésus. Christophe, qui tient la palme du martyre dans sa main, regarde l'enfant. Celui-ci tient une pomme à la main et porte un bonnet qui figure dans d'autres œuvres anciennes de Pinturicchio, telles que la Vierge à l'Enfant bénissant de la National Gallery de Londres (vers 1480). 
Il existe une réplique exacte du groupe de saint Christophe dans un tableau de Fiorenzo di Lorenzo, la Madone aux saints du Musée Städel à Francfort-sur-le-Main. L'utilisation du même dessin préparatoire, sinon du même carton, a conduit à l'hypothèse que Pinturicchio aurait été formé dans l'atelier de Fiorenzo. 
La peinture est enrichie de couleurs émaillées et de reflets dorés de haute qualité. 